# Bela Vista do Maranhão
Bela Vista do Maranhão – miasto i gmina w Brazylii leżące w stanie Maranhão. Gmina zajmuje powierzchnię 147,955 km². Według danych szacunkowych w 2016 roku miasto liczyło 11 020 mieszkańców. Położone jest około 180 km na południowy zachód od stolicy stanu, miasta São Luís, oraz około 1600 km na północ od Brasílii, stolicy kraju. 
W 2014 roku wśród mieszkańców gminy PKB per capita wynosił 5951,23 reais brazylijskich.